# Plage de Sainte-Marguerite
La plage de Sainte-Marguerite est une plage publique située sur la commune de Pornichet, dans le département français de la Loire-Atlantique. C'est l'une des trois plages de sable de la commune, avec celles des Libraires et de Bonne-Source.

## Géographie
La plage de Sainte-Marguerite s’étend sur 1,5 km.
Elle est située au sud-est de la plage de Bonne-Source, dont elle est séparée par la pointe de Congrigoux ; elle s’achève à la limite de la commune, à la pointe de la Lande. Elle est une des plages de la Côte d'Amour.

## Histoire
Le lotissement de Sainte-Marguerite a été créé par Charles Mercier en 1886 ; il est baptisé du nom de la fille de ce dernier.